# Мирмекофобия
Мирмекофобия (myrmecophobia, от греч.: μύρμηξ, myrmex, «муравей» и φόβος, phóbos, «страх») — боязнь муравьёв, один из специфических видов зоофобий. Муравьи являются общественными насекомыми и, как и пчёлы и осы, живут большими семьями, ведут активную фуражировку. Это приводит к тому, что они регулярно попадаются на глаза людям, в том числе, страдающим различными неврозами. В случае с муравьями, это боязнь попадания муравьёв в пищу или просто страх перед большим количеством мелких существ, которые могут наводнить дом или квартиру.
«Мирмекофобными» также называют некоторые виды растений (например, часть видов рода цекропия), на которых не поселяются древесные муравьи, в противовес мирмекофильным растениям, на которых даже есть специальные места (пустотелые вздутия) для обустройства муравейников охраняющими их видами муравьёв (Azteca, Pseudomyrmex).